# Monokl

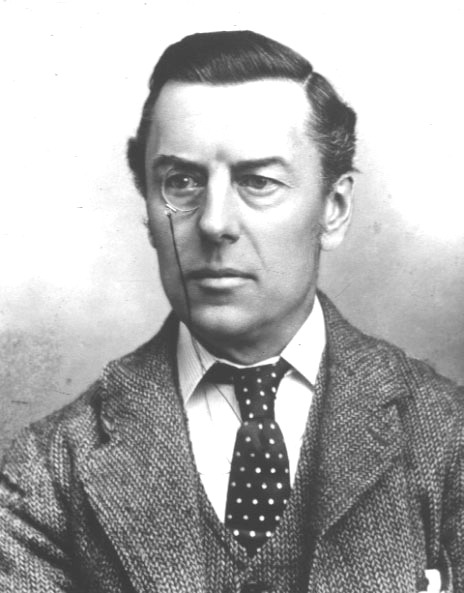
Joseph Chamberlain noszący monokl

Monokl – przyrząd optyczny służący do korekty wad wzroku lub uzyskania określonego wyglądu, rodzaj ozdoby. Jest to rodzaj okularów na jedno oko, utrzymywanych na miejscu i we właściwej pozycji dzięki ciasnemu osadzeniu w okolicy oczodołów, tak, że górna krawędź monokla oparta jest o łuk brwiowy od jego wewnętrznej strony, zaś dolna podtrzymywana jest przez fałdek skóry oczodołu. Monokl często bywał przymocowany na łańcuszku do kieszeni kamizelki fraka, tzw. wizytki.